# Changgang
Changgang là một kun, hay huyện, ở bắc trung bộ tỉnh Changan, Bắc Triều Tiên. Trước đây thuộc Kanggye, khu vực này đã được lậpthành một huyện riêng năm 1949. Đơn vị này giáp Hwapyong và Nangrim về phía đông, Kanggye và Sijung về phía tây, Songgan về phía nam, và Chasong về phía bắc.
Địa hình Changgang núi non, với dãy núi Kangnam ở phía đông bắc và dãy núi Chogyuryong ở tây nam. Đỉnh cao nhất là Kumpasan (금파산, 1918 m) dọc theo biên giới phía bắc.
Changgang có đường sắt và đường bộ với tuyến đường sắt Kanggye chạy qua phía đông nam. Lúa được trồng dọc theo sông Chongsong (종성강); các loại ngũ cốc khác cũng như nho được trồng ở những vùng đất núi.